# Стефаниды
Стефаниды (лат. Stephanidae) — семейство насекомых из надсемейства Stephanoidea подотряда стебельчатобрюхих отряда перепончатокрылых (Hymenoptera). Включает более 360 описанных видов, распространенных по всему миру (половина видов встречается в Юго-восточной Азии).

## Описание
Средние и крупные наездники (от 6 до 40 мм). Представителей этого семейства легко определить среди сохранившихся Hymenoptera по «короне» на голове, состоящей из кольца бугорков или зубцов. Кроме того, переднеспинка в некоторой степени изменена, задние ноги имеют в некоторой степени вздутое заднее бедро с крупными вентральными зубцами, а задняя голень апикально расширена. В некоторых родах на ножнах яйцеклада имеется беловатая субапикальная полоса. Жгутик усика состоит из 23—40 флагелломеров.
Длина передних крыльев 2—20 мм, но известны и рекордсмены, например южноамериканский вид Megischus maculipennis Westwood, чья длина с яйцекладом достигает 75 мм.

## Биология
Stephanidae — эндопаразиты рогохвостов и древесных жуков (Buprestidae, Cerambycidae). Среди хозяев также известны жуки-долгоносики (Curculionidae), рогохвосты (Hymenoptera, Siricidae) и пчёлы.
Представители рода Foenatopus являются паразитоидами личинок древесных жуков-златок Agrilus sexsignatus, заражающих эвкалипты на Филиппинах. Уровень паразитизма для популяции A. sexsignatus варьировался от 2 до 50 % популяции.

## Систематика
Известно более 360 современных видов.
В Палеарктике — 7 родов и около 20 видов. Фауна России включает 2 рода и 2 вида наездников этого семейства.
Stephanidae включают в надсемейство Stephanoidea вместе с семействами Ephialtitidae, Aptenoperissidae, Ohlhoffiidae и Myanmarinidae.

### Трибы и подсемейства
По данным Engel & Ortega-Blanco (2008):
- Семейство Stephanidae Leach, 1815
  - † Подсемейство Electrostephaninae Engel, 2005[12]
    - † Electrostephanus Brues, 1933

  - Подсемейство Schlettererinae Orfila, 1949
    - † Archaeostephanus Engel & Grimaldi, 2004[13]
    - † Kronostephanus Engel & Grimaldi
    - † Phoriostephanus Engel & Huang
    - Schlettererius Ashmead, 1900
      - S. chundanae, S. cinctipes, S. determinatoris

  - Подсемейство Stephaninae Enderlein, 1905
    - Триба Foenatopodini
      - Afromegischus Achterberg
      - Comnatopus Achterberg
      - Foenatopus Smith, 1861 — около 150 видов (= Neostephanus Kieffer, 1904; Diastephanus Enderlein, 1905)
      - Lagenostephanus lii Li, Rasnitsyn, Shih & Ren, 2017[8]
      - Madegafoenus Benoit, 1951
      - Parastephanellus Enderlein, 1906 — около 50 видов
      - Profoenatopus Achterberg

    - Триба Megischini Engel & Grimaldi, 2004
      - Aguiarina
      - Hemistephanus Enderlein, 1906
      - Megischus Brulle, 1846 — около 70 видов
      - Pseudomegischus Achterberg

    - Триба Stephanini
      - Stephanus Jurine, 1801

    - Триба incertae sedis
      - † Protostephanus Cockerell, 1906
      - † Denaeostephanus  Engel & Grimaldi
      - † Lagenostephanus  Li et al.

## Распространение
Повсеместно, но главным образом в тропических и субтропических лесах.